# Regina Belle
Regina Belle (Englewood, 1963. július 17. –) Grammy-díjas amerikai énekesnő, dalszerző.

## Pályafutása
A New Jersey állambeli Englewoodban született. Kora ifjúságában egyházi dalokat énekelt. Harsonázni, tubázni és dobolni is tanult. Tizenkét éves korában iskolai énekversenyt nyert egy romantikus dallal. Később a Rutgers Universityn dzsesszt és operaéneklést tanult.
Regina Belle-t egy New York-i DJ bemutatta mutatta be a manhattanieknek. 1986-ban elkészítették a Where Did We Go Wrong című kislemezt.
1987-ben lemezszerződést kötött a Columbia Records céggel, és ugyanebben az évben megjelent az All by Myself című debütáló albuma. A Show Me the Way című dal az R&B toplistán a 2. helyre került.
1989-ben megjelent a második lemeze (Stay with Me).
1993-ban kiugró lett siker az A Whole New World – Regina Belle és Peabo Bryson duettje: az Aladdin Disney-film, és a dal Grammy-díjat kapott.

## Albumok
- 1987: All by Myself
- 1989: Stay with Me
- 1993: Passion
- 1995: Reachin' Back
- 1998: Believe in Me
- 2001: This Is Regina!
- 2004: Lazy Afternoon
- 2008: Love Forever Shines
- 2012: Higher
- 2016: The Day Life Began

## Díjak
- 1992: Grammy-díj (Regina Belle & Peabo Bryson(wd); A Whole New World (Aladdin's Theme)

Grammy jelölések
- 2001: This Is Regina
- 1998: Believe In Me (Album)
- 1993: A Whole New World (Aladdin's Theme – Single)
- 1990: Make It Like It Was (Single)